# Миллиган, Билли
Уи́льям Стэ́нли Ми́ллиган (англ. William Stanley Milligan), известный как Би́лли Ми́ллиган (англ. Billy Milligan; 14 февраля 1955, Майами-Бич — 12 декабря 2014, Колумбус) — американский гражданин, один из самых известных людей с диагнозом «множественная личность» в истории психиатрии. Расщепления личности Миллигана насчитывали 24 полноценных личности, из которых 10 были основными: сам Миллиган (как главная личность), Артур Смит, Рейджен Вадасковинич, Аллен, Томми, Дэвид, Кристин, Кристофер, Адалана и Дэнни.
В конце 1970-х годов его судили в получившем широкую известность судебном процессе в штате Огайо, США. Миллиган обвинялся в нескольких ограблениях и трёх изнасилованиях, однако его адвокаты заявили о невменяемости своего подзащитного, утверждая, что преступления были совершены двумя его альтернативными личностями и без ведома самого Миллигана. В результате он был оправдан, но направлен на психиатрическое лечение «до тех пор, пока он не выздоровеет». Билли Миллиган стал первым человеком, оправданным в ходе судебного процесса по причине диагноза «множественной личности». В 1988 году после десяти лет в психиатрической клинике Миллиган был признан выздоровевшим и был выписан.
История Билли Миллигана рассказана в документальных романах Дэниела Киза «Множественные умы Билли Миллигана» и «Войны Миллигана».

## Ранние годы
Уильям Стэнли Миллиган был вторым из троих детей Дороти Миллиган и Джонни Моррисона. Родители в браке не состояли. Мать Миллигана, Дороти, выросла в сельской местности Огайо и, будучи изначально замужем за Диком Джонасом, жила в Серклвилле, но после развода переехала в Майами, где стала работать певицей. Там же она познакомилась и сошлась с женатым комиком Джонни Моррисоном.
В октябре 1953-го у Дороти и Джонни родился сын Джимбо, затем 14 февраля 1955 года в Майами-Бич — Уильям (Билли), а в декабре 1956-го — дочь Кэти Джо.
К тому времени Джонни Моррисон находился в состоянии сильной депрессии. Согласно биографу Дэниелу Кизу, его «сокрушили медицинские расходы», из-за которых он брал взаймы много денег и имел проблемы с алкоголем. В 1958 году Моррисон был госпитализирован по причине алкоголизма и депрессии, а в конце того же года он неудачно попытался покончить с собой — согласно Кизу, он попытался отравиться снотворным, запив его виски. Спустя несколько месяцев, 17 января 1959 года, тридцатишестилетний Джонни Моррисон совершил новую попытку самоубийства, на этот раз удачную — он отравился угарным газом.
Овдовевшая Дороти вместе с детьми вернулась из Майами в Серклвилль, где она вступила в повторный брак с Диком Джонасом. Около года спустя они развелись. В 1962 году Дороти встретила Челмера Миллигана (1927—1988), предыдущая жена которого Бёрнис развелась с ним из-за, как она выразилась, «грубого пренебрежения». У Челмера было две дочери, одна из которых — Челла — была ровесницей Билли. 27 октября 1963 года Дороти и Челмер поженились.
Согласно показаниям Билли, когда ему было восемь лет, отчим связал его в сарае и изнасиловал, что и стало началом появления его первых личностей. При этом Киз в своей книге утверждает, что первые личности Билли — безымянный мальчик, Кристин и Шон, — появились раньше, когда Билли было 3-4 года. Позже Челмер Миллиган был обвинён в изнасиловании.

## Арест и суд

Миллиган (справа) во время суда, 1977 год

В 1975 году Миллиган был осуждён за вооружённый грабёж и ограбление аптеки, после чего заключён в тюрьму — Ливанское исправительное учреждение штата Огайо. В начале 1977 года он был выпущен условно-досрочно, а в октябре того же года вновь арестован, на этот раз по подозрению в изнасиловании трёх женщин в университетском городке Университета штата Огайо. Поскольку Миллиган сидел в тюрьме, его фотография и отпечатки пальцев были занесены в полицейскую картотеку. Он был опознан одной из подвергшихся насилию женщин по фотографии в полицейской картотеке, а на автомобиле другой жертвы были найдены его отпечатки пальцев.
Для грабежа Миллиган использовал оружие, несколько единиц которого было найдено при обыске его дома, он также нарушил условия условно-досрочного освобождения. В результате он был осуждён по «…трём пунктам обвинения в похищении, трём пунктам грабежа и четырём пунктам обвинения в насилии».
В ходе подготовки его защиты доктором Уиллисом К. Дрисколлом была проведена психологическая экспертиза, в результате которой состояние Миллигана было оценено как острая шизофрения. После чего он был обследован Дороти Тёрнер — психологом Юго-Западного общественного центра психического здоровья в Колумбусе, Огайо. В ходе этой экспертизы Тёрнер пришла к заключению, что Миллиган страдает расстройством множественной личности. Государственные защитники Миллигана, Гари Швейкарт и Джуди Стивенсон, добились признания подзащитного невменяемым, после чего он был передан в психиатрическую клинику «до тех пор, пока к нему не вернётся психическое здоровье».

## Лишение свободы
Миллигана поместили в одну из государственных психиатрических больниц, Афинский центр психического здоровья, где, по признанию суда, он не получил достаточной для выздоровления помощи. Во время нахождения в этой больнице Миллиган сообщил о наличии десяти различных личностей. Позже психиатром Дэвидом Колом были обнаружены ещё 14 личностей, маркированные как «нежелательные». Среди первых десяти был Артур, чопорный и надменный англичанин; Аллен, мошенник и манипулятор; Рейджен Вадасковинич, югославский коммунист, «хранитель ненависти»; и Адалана, девятнадцатилетняя лесбиянка, которая жаждала близости и впоследствии оказалась виновной в изнасилованиях.

## Альтер-личности
Описание дано по книге Дэниела Киза «Множественные умы Билли Миллигана».
Альтер-личности у Билли Миллигана появились в возрасте 3—4 лет (безымянный мальчик, с которым он играл, и Кристин, которая заботилась о младшей сестре). Число личностей возросло в возрасте 8—9 лет, когда маленького Билли неоднократно насиловал и избивал отчим. Базовыми считались 10 личностей (описание дано по состоянию на 1977—1978 годы, во время лечения).
Власть была завоёвана личностями после того, как Билли в 16 лет хотел покончить жизнь самоубийством, тогда же они его и «усыпили», взяв на себя ответственность за сохранение безопасности.
- Би́лли — изначальный Уильям Стэнли Миллиган, является основной индивидуальностью, склонен к суициду.
- А́ртур Смит — 22 года, утончённый, образованный англичанин. Эксперт в науке и медицине, с уклоном в гематологию. Самостоятельно изучил арабский язык и суахили. С помощью логики и дедукции выяснил, что он не один в теле Миллигана, и выявил остальных личностей. Наряду с Рейдженом взял на себя ответственность за общее тело — за исключением опасных ситуаций. Установил правила поведения для остальных «членов семьи» — личностей Миллигана. Курит трубку. Атеист. Носит очки.
- Ре́йджен Вадасковинич — югослав, 23 года, в английской речи выражен славянский акцент, пишет и говорит на сербохорватском языке. Дальтоник, поэтому пишет монохромные картины. Является «хранителем ненависти». Коммунист, эксперт в оружии и боеприпасах, отвечает за физическую форму. Обладает чрезвычайной силой, благодаря тому, что знает, «как управлять потоком адреналина». Слабое место Рейджена — женщины и дети, он не смущается помогать им, если они в беде, вплоть до кражи еды и вещей для них. Он управляет базовыми действиями в опасных ситуациях и, наряду с Артуром, может классифицировать личностей как «нежелательных». Вес 95 кг. Очень крупные, сильные руки, длинные чёрные волосы, свисающие усы.
- А́ллен — 18 лет, мошенник, манипулятор, обладает прекрасным красноречием. Наиболее часто общается с внешним миром. Агностик. Рисует портреты, играет на барабанах. Единственный правша и единственный, кто курит сигареты. Вес 75 кг, волосы расчёсывает на пробор справа.
- То́мми — 16 лет, «хранитель спасения». По собственным словам, его часто путают с Алленом. Самостоятельно разобрался в электричестве, принципах работы электрических и механических устройств, замков. Научился управлять мышцами и суставами, освобождаться от наручников и смирительной рубашки. Играет на саксофоне, рисует пейзажи. Светло-русые волосы, глаза цвета тёмного янтаря.
- Дэ́нни — испуганный четырнадцатилетний мальчик, боится людей, особенно мужчин. Рисует только натюрморты, потому что боится земли в любом виде — Чалмер некогда заставил его вырыть могилу и закопаться в ней, оставив только отверстие для дыхания. Светлые волосы до плеч, голубые глаза, невысокий и худощавый.
- Дэ́вид — 8 лет, «хранитель боли». Он занимает сознание, чтобы взять боль других. Тёмные рыжевато-русые волосы, глаза голубые, рост небольшой.
- Кри́стин — трёхлетняя англичанка, одна из первых проявившихся личностей Билли и первая, узнавшая о существовании кого-то ещё. «Ребёнок для угла» — стояла в углу в школе и дома, если «Билли» напроказил, поскольку в отличие от других личностей делала это спокойно. У неё дислексия, но Артур учит её читать и писать. Рейджен испытывает к ней особенную привязанность. Любимица «семьи». Светлые волосы до плеч, голубые глаза.
- Кри́стофер — брат Кристин, 13 лет, играет на гармонике. Волосы светло-коричневые, как у Кристин, но чёлка короче.
- Адала́на — девятнадцатилетняя активная лесбиянка. Готовит, наводит порядок в «семье», пишет стихи. Имеет способность занимать тело. Именно она занималась изнасилованиями, чтобы получить тепло, ласку и любовь, нуждалась в объятиях. До момента ареста о её существовании знали лишь Артур и Кристин. Была объявлена Артуром нежелательной личностью: ей навсегда запретили «вставать на пятно» (то есть удерживать сознание) и когда-либо занимать время. У Адаланы длинные прямые чёрные волосы. Глаза дёргаются из-за нистагма.

13 других личностей были объявлены Артуром и Рейдженом нежелательными за те или иные поступки (асоциальное поведение, нарушение правил и т. д.).
Нежелательные
- Фил — 20 лет, бруклинец с ярко выраженным акцентом. Криминальный элемент, занялся торговлей наркотиками, участвовал в вооружённых ограблениях гомосексуальных пар, поджидая жертв на стоянках у шоссе. Курчавые каштановые волосы, карие глаза, крючковатый нос.
- Ке́вин — 20 лет, приятель Фила, разработал план ограбления аптеки, а затем похитил награбленное у своих товарищей по делу. Позднее в период пребывания в клинике строгого режима в Лиме в знак признательности за восстание против санитаров, избивавших пациентов клиники, Артур вычеркнул Кевина из списка нежелательных. Блондин с зелёными глазами.
- Уо́лтер Миллиган — 22 года, австралиец, любитель охоты. Допускался к телу, когда требовалось его умение находить нужное направление. Артур отнёс его к нежелательным за «варварство» — убийство в лесу вороны. Носит усы.
- Э́йприл — 19 лет, черноволосая, кареглазая, стройная девушка с бостонским акцентом. Была одержима идеей убийства отчима Билли. Объявлена нежелательной, после того, как убедила Рейджена убить Чалмера. Артур, вызвав Кристин, смог уговорить Рейджена не совершать убийство.
- Самуэль — 18 лет, религиозный еврей. Был признан Артуром нежелательным за то, что продал картины Аллена и Томми. Позднее Артур признавал, что принял слишком суровое решение под влиянием эмоций, но не стал его отменять. Единственная религиозная личность. Чёрные вьющиеся волосы, борода, карие глаза.
- Марк — 16 лет, «Рабочая лошадка». Он часто упоминается как зомби, потому что он ничего не делает, если ему не говорят, и уставляется в стену, когда все надоедают.
- Ли — 20 лет, шутник и остряк. Впервые стал управлять телом в Ливанской тюрьме и тогда же был объявлен нежелательным за то, что его розыгрыши заходили слишком далеко и угрожали «семье». После этого предпочёл исчезнуть из сознания совсем. Тёмно-каштановые волосы, карие глаза.
- Стив — 21 год, пародист, вызывался в тюрьме после изгнания Ли, поскольку умел рассмешить людей. Приводил в бешенство Рейджена, пародируя его акцент, и Артура, разговаривая на кокни. Был пойман за передразниванием тюремного начальника, в результате чего Миллигана поместили в изолятор, после этого был признан нежелательным.
- Дже́йсон — 13 лет, «клапан давления». Использовался в детстве, чтобы выпустить напряжённость, но это постоянно приводило к сложным ситуациям. Шатен, карие глаза.
- Бо́бби (Ро́берт) — 17 лет, бездеятельный мечтатель. Мечтал о приключениях, видел себя актёром, путешественником, героем, но не желал делать для этого что-либо конкретное. Объявил голодовку, за что был причислен к «нежелательным» — в тюремных условиях необходимо было хорошее физическое состояние.
- Шон — 4 года, глухой мальчик с задержкой в развитии. Занимал сознание в детстве, когда Билли наказывали и кричали на него. Из-за своей глухоты часто жужжал, слушая, как звуки отдаются в его голове. Был отнесён к нежелательным, так как во взрослом возрасте в нём не было необходимости.
- Ма́ртин — 19 лет, сноб и хвастун из Нью-Йорка. Артур отнёс его к нежелательным из-за отсутствия стремления к самосовершенствованию. Блондин, серые глаза.
- Ти́моти — 15 лет, работал в магазине торговцем цветов, пока он не столкнулся с гомосексуалистом, который флиртовал с ним. После этого он замкнулся в своём собственном мире.

Объединяющей личностью являлся 26-летний Учи́тель, который впервые явно проявился во время прохождения Билли курса лечения в Афинском центре психического здоровья. Именно он помог Кизу рассказать историю Билли Миллигана, так как был способен вспоминать те эпизоды, которые не были доступны остальным членам «семьи».
Некоторые личности Билли Миллигана были одарёнными художниками и музыкантами, при этом каждый специализировался на отдельном направлении в живописи/графике или музыкальном инструменте. У всех 24 был разный коэффициент интеллекта и отличающиеся друг от друга данные ЭЭГ.
Данные IQ-теста, проведённого в Хардинской клинике:
- Артур — отказался тестироваться, потому что это ниже его достоинств. Интеллектуально очень развит и пользуется этим, чтобы поддерживать доминирующее положение среди других.
- Рейджен Вадасковинич — речь 114, поведение 120, общий уровень 119.
- Аллен — речь 105, поведение 130, общий уровень 120.
- Томми — речь 81, поведение 96, общий уровень 87.
- Дэнни — речь 69, поведение 75, общий уровень 71. Реакция на тест Роршаха показала плохо скрываемую враждебность и необходимость внешней поддержки.
- Дэвид — речь 68, поведение 72, общий уровень 69.
- Кристин — слишком мала для тестирования.
- Кристофер — речь 98, поведение 108, общий уровень 102.
- Адалана — не захотела «выйти» для проведения тестов.

Несколько общих черт: признаки женской личности, чрезвычайно развитое Супер-Эго, которые могут исчезать при сильном гневе. Не обнаружено доказательств психотического процесса или шизофренического мышления.

## Деятельность после освобождения
Известно, что после более 10 лет интенсивного лечения в медучреждениях штата Огайо, в 1988 или 1991 году Уильям Миллиган был признан «целостным» (гармонично исцелённым) и отпущен на свободу. В 1996 году он жил в Калифорнии, владел мелкой киностудией «Stormy Life Productions» и собирался снять короткометражный фильм (который, видимо, так и не был выпущен). Позднее он объявил себя банкротом, далее место его жительства и род занятий неизвестны, все прежние знакомые потеряли с ним связь (он даже не получил деньги, оставшиеся после выплат по долгам при банкротстве).
По словам его адвоката Брюса Тэбита, «на некоторых стенах комнат его дома — прекрасные фрески, другие исписаны математическими формулами. Это за пределами человеческих возможностей — знать всё о Билли Миллигане».

## Смерть
16 декабря 2014 года телеканал WBNS-10TV сообщил, что Уильям Миллиган скончался от онкологического заболевания 12 декабря того же года, в возрасте 59 лет, находясь в доме для престарелых в Колумбусе, Огайо.

## В массовой культуре

### Кино
Личность Билли Миллигана привлекает многих сценаристов. На основе романа Дэниела Киза «Множественные умы Билли Миллигана» в 1997 году Тоддом Граффом при участии Дэнни Де Вито был написан сценарий, но фильм не был запущен в производство. В июне 2023 года на Apple TV начался показ 10-ти серийного телесериала «Переполненная комната», в котором главную роль исполнил актёр Том Холланд. Сериал не является точной биографией Билли Миллигана — главный герой носит созвучное ему имя Дэнни Салливан.
Отсылка к Билли Миллигану очевидна также в фильме «Сплит», главный герой которого тоже имеет 24 множественных личности.
22 сентября 2021 года Netflix выпустил документальный сериал под названием «Монстры внутри: 24 лица Билли Миллигана».
Отсылка в первом сезоне сериала "Полицейский с Рублёвки"  7-я серия. По сюжету один из псевдонимов рэпера ST1M - Билли Миллиган. Он рассказывает главному герою об альтер эго исполнителей в рэп-культуре.